# Луїс Рондон
Луїс Рондон (ісп. Luis Rondón; нар. 9 січня 1968, Каракас) — венесуельський борець греко-римського та вільного стилів, чемпіон Боліваріанських ігор з вільної та греко-римської боротьби, триразовий срібний призер Панамериканських чемпіонатів, срібний призер Панамериканських ігор з греко-римської боротьби, учасник Олімпійських ігор у змаганнях з греко-римської боротьби.

## Спортивні результати на міжнародних змаганнях

### Виступи на Олімпіадах
| Змагання                    | Збірна    | Вагова категорія                 | Місце |
| --------------------------- | --------- | -------------------------------- | ----- |
| Літні Олімпійські ігри 1992 | Венесуела | греко-римська боротьба, до 82 кг | 11    |

### Виступи на Панамериканських чемпіонатах
| Змагання                                   | Збірна    | Вагова категорія                 | Місце  |
| ------------------------------------------ | --------- | -------------------------------- | ------ |
| Панамериканський чемпіонат з боротьби 1989 | Венесуела | греко-римська боротьба, до 82 кг | Срібло |
| Панамериканський чемпіонат з боротьби 1989 | Венесуела | вільна боротьба, до 82 кг        | 5      |
| Панамериканський чемпіонат з боротьби 1991 | Венесуела | греко-римська боротьба, до 82 кг | Срібло |
| Панамериканський чемпіонат з боротьби 1991 | Венесуела | вільна боротьба, до 82 кг        | 5      |
| Панамериканський чемпіонат з боротьби 1992 | Венесуела | греко-римська боротьба, до 82 кг | Срібло |

### Виступи на Панамериканських іграх
| Змагання                  | Збірна    | Вагова категорія                 | Місце  |
| ------------------------- | --------- | -------------------------------- | ------ |
| Панамериканські ігри 1991 | Венесуела | греко-римська боротьба, до 82 кг | Срібло |
| Панамериканські ігри 1991 | Венесуела | вільна боротьба, до 82 кг        | 5      |

### Виступи на Боліваріанських іграх
| Змагання                 | Збірна    | Вагова категорія                 | Місце  |
| ------------------------ | --------- | -------------------------------- | ------ |
| Боліваріанські ігри 1989 | Венесуела | греко-римська боротьба, до 82 кг | Золото |
| Боліваріанські ігри 1989 | Венесуела | вільна боротьба, до 82 кг        | Золото |